# Бьянко, Алессандро (футболист)
Алессандро Бьянко (итал. Alessandro Bianco; род. 1 октября 2002, Турин) — итальянский футболист, полузащитник клуба «Фиорентина». Находится в расположении футбольного клуба «Реджана» на правах аренды.

## Клубная карьера
Бьянко — воспитанник клубов «Обрассано Габетто», «Торино», «Чисола Кальчо» и «Фиорентина». 13 августа 2021 года в поединке Кубка Италии против «Козенцы» Алессандро дебютировал за основной состав последних. 4 января 2023 года в матче против «Монцы» он дебютировал в итальянской Серии A. 